# 코파 센트로아메리카나
코파 센트로아메리카나(스페인어: Copa Centroamericana)는 중앙아메리카 축구 연맹(UNCAF)이 주관했던 국제 축구 대회이다. 1991년에 첫 대회가 개최되었으며 CONCACAF 골드컵의 중앙아메리카 지역 예선 대회를 겸했다.
2009년까지는 UNCAF 네이션스컵(영어: UNCAF Nations Cup, 스페인어: Copa de Naciones de la UNCAF)이라는 이름을 사용했다. 2018년에 CONCACAF 네이션스리그가 신설됨에 따라 2017년 대회를 끝으로 폐지되었다.

## 역대 대회
| 년도            | 개최국     |            | 결승전            | 결승전     | 결승전     | 3,4위전           | 3,4위전    | 3,4위전 |
| 년도            | 개최국     | 우승       | 점수              | 준우승     | 3위        | 점수              | 3위        |         |
| --------------- | ---------- | ---------- | ----------------- | ---------- | ---------- | ----------------- | ---------- | ------- |
| 1991년 상세보기 | 코스타리카 | 코스타리카 | n/a1              | 온두라스   | 과테말라   | n/a1              | 엘살바도르 |         |
| 1993년 상세보기 | 온두라스   | 온두라스   | n/a1              | 코스타리카 | 파나마     | n/a1              | 엘살바도르 |         |
| 1995년 상세보기 | 엘살바도르 | 온두라스   | 3 - 0             | 과테말라   | 엘살바도르 | 2 - 1             | 코스타리카 |         |
| 1997년 상세보기 | 과테말라   | 코스타리카 | n/a1              | 과테말라   | 엘살바도르 | n/a1              | 온두라스   |         |
| 1999년 상세보기 | 코스타리카 | 코스타리카 | n/a1              | 과테말라   | 온두라스   | n/a1              | 엘살바도르 |         |
| 2001년 상세보기 | 온두라스   | 과테말라   | n/a1              | 코스타리카 | 엘살바도르 | n/a1              | 파나마     |         |
| 2003년 상세보기 | 파나마     | 코스타리카 | n/a1              | 과테말라   | 엘살바도르 | n/a1              | 온두라스   |         |
| 2005년 상세보기 | 과테말라   | 코스타리카 | 1 - 1 (7 - 6 PSO) | 온두라스   | 과테말라   | 3 - 0             | 파나마     |         |
| 2007년 상세보기 | 엘살바도르 | 코스타리카 | 1 - 1 (4 - 1 PSO) | 파나마     | 과테말라   | 1 - 0             | 엘살바도르 |         |
| 2009년 상세보기 | 온두라스   | 파나마     | 0 - 0 (5 - 3 PSO) | 코스타리카 | 온두라스   | 1 - 0             | 엘살바도르 |         |
| 2011년 상세보기 | 파나마     | 온두라스   | 2 - 1             | 코스타리카 | 파나마     | 0 - 0 (5 - 4 PSO) | 엘살바도르 |         |
| 2013년 상세보기 | 코스타리카 | 코스타리카 | 1 - 0             | 온두라스   | 엘살바도르 | 1 - 0             | 벨리즈     |         |
| 2014년 상세보기 | 미국       | 코스타리카 | 2 - 1             | 과테말라   | 파나마     | 1 - 0             | 엘살바도르 |         |
| 2017년 상세보기 | 파나마     | 온두라스   | n/a1              | 파나마     | 엘살바도르 | n/a1              | 코스타리카 |         |

1 별도의 결승전 없이 로빈 라운드 형식으로 진행.

## 통산 성적
1991년 대회부터 2017년 대회까지 총 14번의 대회 성적을 반영한 통산 성적 순위이다. 우승을 8번한 코스타리카가 총 승점 1위로 통산 1위에 올라있고, 그 다음으로 총 4번 우승한 온두라스가 2위를 차지하고 있다. 두 나라는 열네 번의 대회 중 무려 열두 번을 우승하여 사실상 대회를 독식하다시피 하고 있으며, 초창기에 강한 모습을 보였던 과테말라는 급격하게 하락세를 보인 반면에 그 자리를 파나마가 대체하면서 2강 1중의 형세를 띄고 있다. 순위를 결정하는 기준은 다음과 같다.
- 승점이 많을수록 상위권에 랭크
- 승점이 같으면 진출 횟수 > 최고 성적 > 골득실 > 다득점 > 승자승 순으로 랭크

| 순위 | 국가       | 진출 횟수 | 경기 횟수 | 승 | 무* | 패 | 득점 | 실점 | 득실차 | 승점 | 최고 성적      |
| ---- | ---------- | --------- | --------- | -- | --- | -- | ---- | ---- | ------ | ---- | -------------- |
| 1    | 코스타리카 | 14        | 59        | 34 | 16  | 9  | 101  | 37   | +64    | 118  | 우승(8회)      |
| 2    | 온두라스   | 14        | 58        | 33 | 12  | 13 | 105  | 47   | +58    | 111  | 우승(4회)      |
| 3    | 과테말라   | 12        | 51        | 23 | 14  | 14 | 63   | 48   | +15    | 83   | 우승(1회)      |
| 4    | 엘살바도르 | 14        | 61        | 20 | 14  | 27 | 57   | 70   | -13    | 74   | 3위(6회)       |
| 5    | 파나마     | 12        | 46        | 17 | 12  | 17 | 45   | 46   | -1     | 63   | 우승(1회)      |
| 6    | 니카라과   | 11        | 38        | 5  | 5   | 28 | 27   | 96   | -69    | 20   | 조별리그(11회) |
| 7    | 벨리즈     | 10        | 31        | 1  | 5   | 25 | 19   | 73   | -54    | 8    | 4위(1회)       |

## 같이 보기
- 카리브컵